# 艾伦帕克 (密西根州)
艾伦帕克（英語：Allen Park）是一座位于美国密歇根州韦恩县的城市。在2010年美国人口普查中，其人口為28,210人。艾伦帕克作为底特律的郊区城市，入选了《Money Magazine》的美国最佳小城市的名单。艾伦帕克是底特律河下游区的众多社区之一。
福特汽车公司是艾伦帕克社区的重要组成之一，该公司办公室和设施遍布城市各处。自2002年以来，底特律雄狮队的练习场和总部也进驻了艾伦帕克。

## 地理
美国人口调查局数据显示，艾伦帕克的城市总面积达到7.05平方英里（18.26平方），其中7.00平方英里（18.13平方）的面积是陆地，0.05平方英里（0.13平方）的面积是水域。

## 历史
艾伦帕克在1927年的时候成立了村庄，在1957年则成为了一个城市。艾伦帕克的名字是为了纪念路易斯·艾伦（英語：Lewis Allen）。路易斯是一名富有的律师兼木材商，此人拥有的276½英亩土地包括了今天的艾伦帕克和梅尔文代尔等地区。Hubert Champaign和Edward Pepper同样也是该地区的早期定居者。
在1950年的时候，艾伦帕克并不与梅尔文代尔的西部接壤，中间区域属于原来的Ecorse Township地区，而现在Ecorse Township以不存在，这片地区现已属于艾伦帕克。

## 人口统计
| 调查年 | 人口   | 备注 | %±     |
| ------ | ------ | ---- | ------ |
| 1930   | 944    |      | —      |
| 1940   | 3,487  |      | 269.4% |
| 1950   | 12,329 |      | 253.6% |
| 1960   | 37,494 |      | 204.1% |
| 1970   | 40,747 |      | 8.7%   |
| 1980   | 34,196 |      | −16.1% |
| 1990   | 31,092 |      | −9.1%  |
| 2000   | 29,376 |      | −5.5%  |
| 2010   | 28,210 |      | −4.0%  |

### 2010年普查结果
2010年的全美人口普查结果显示，艾伦帕克拥有的人口数为28,210，户口数为11,580，有7,606户家庭在此定居,人口密度达到4,030.0名居民每平方英里（1,556.0名居民每平方）。艾伦帕克的住宅数量为12,206，住宅的平均密度为673.2户/平方千米（1,743.7户/平方英里）。该市人口的人种组成情况如下，白人占92.9%，非裔美国人占2.1%，美洲原住民占0.5%，亚裔人口占0.8%，其他人口占2.0%，混血人口占1.6%，拉丁裔美国人占8.1%。
在11,580户住户当中，26.5%家中有18岁以下的子女，49.1%的住户是已婚夫妻，11.6%的户主是单身女性，5.0%的户主是单身男性，34.3%的住户未组成家庭。30.1%的住户是单独一人居住，而14.3%的住户为独自生活的65岁以上居民。平均每户的人口数约为2.42，而平均家庭人口数约为3.02。
城市人口年龄的中位数是41.7岁。21.7%的居民在18岁以下，7.7%的居民在18到24岁之间，24.8%的居民的居民在25到44岁之间，28.5%的居民在45到64岁之间，17.2%的居民在65岁以上。城市的人口性别组成为，48.1%的人口是男性，51.9%的人口是女性。

### 2000年普查结果
2000年的全美人口普查结果显示，艾伦帕克拥有的人口数为29,376，户口数为11,974，有8,202户家庭在此定居,人口密度达到4,189.7名居民每平方英里（1,617.7名居民每平方）。艾伦帕克的住宅数量为12,254，住宅的平均密度为674.9户/平方千米（1,747.7户/平方英里）。该市人口的人种组成情况如下，白人占95.6%，非裔美国人占0.7%，美洲原住民占0.36%，亚裔人口占0.81% ，美国太平洋岛民占0.02%，其他人口占1.21%，混血人口占1.27%，拉丁裔美国人占4.73%。
在11,974户住户当中，27.5%家中有18岁以下的子女，55.0%的住户是已婚夫妻，9.9%的户主是单身女性，31.5%的住户未组成家庭。28.2%的住户是单独一人居住，而14.9%的住户为独自生活的65岁以上居民。平均每户的人口数约为2.43，而平均家庭人口数约为2.99。
城市人口年龄的中位数是41岁，22.2%的居民在18岁以下，6.5%的居民在18到24岁之间，28.2%的居民的居民在25到44岁之间，22.2%的居民在45到64岁之间，20.9%的居民在65岁以上。城市的人口性别组成情况如下，男女人口比例为91.0:100，18岁以上的男女比例为88.1:100。
城市每户年均收入的中位数是$51,992，而城市家庭年均收入的中位数是$63,350。男女的年均收入比为$50,143比$31,168。城市的人均收入是$24,980。大约1.9%的家庭及3.2%的个人年收入低于美国贫困线，其中3.3%的人口在18岁以下，4.5%的人口在65岁以上。

## 政治
前任市长Gary Burtka于2011年5月31日意外辞职，原因是因其确诊为癌症。
现任市长和市议会的选举曾在2011年11月举行，Bill Matakas在选举中获胜。市议会的当选成员包括Bob Keenan，Angelo DeGuilo，Dennis Hayes，Harry Sisko，Larry Templin及Tina Gawercki。

## 教育
艾伦帕克的大部分区域属于艾伦帕克学区。该学区包括三所小学，艾伦帕克初中，艾伦帕克高中以及艾伦帕克社区学院。
艾伦帕克北部属于梅尔文代尔-北艾伦帕克公立学校。Rogers早期小学也在艾伦帕克境内。

## 世界最大的轮胎
42°16′14″N 83°12′33″W / 42.27057°N 83.20907°W
世界上最大的轮胎塑像，尤尼罗伊尔(Uniroyal)巨轮，也坐落于艾伦帕克。尤尼罗伊尔巨轮曾在1964年世界博览会上展出过，之后于1966年便被搬到艾伦帕克。它的高度是24.4（80英尺），重量为12吨。

## 世界保龄球系列赛
2009年，职业保龄球协会(PBA)艾伦帕克的Thunderbowl Lanes球馆将成为PBA世界保龄球系列赛揭幕战的首选场地。这项决定使得PBA2009-10赛季的最先开始的七场锦标赛将在同一个地方进行。其中，除了汽车城公开赛在艾伦帕克附近的泰勒 (密歇根州)举行以外，其他六场（包括PBA世界冠军赛）都在艾伦帕克举行。2009年的赛事日程从8月2日开始到9月6日结束，并在9月5-6日于ESPN频道录像转播决赛赛况。